# Суворовская площадь (Санкт-Петербург)
Суво́ровская площадь — одна из крупных площадей в историческом центре Санкт-Петербурга. Расположена у Троицкого моста при выходе к нему Садовой улицы через Миллионную улицу.
В центре площади установлен памятник полководцу Александру Суворову (скульптор М. И. Козловский 1799—1801, бронза).
Со всех сторон площади находятся городские достопримечательности:
- С севера — Троицкий мост и Дворцовая набережная. По льду Невы в сторону Выборгской стороны с 1895 по 1910 годы был проложен Ледовый трамвай.
- С востока на площадь выходит здание института культуры.
- С юга к площади примыкает Марсово поле с мемориалом Вечного огня.
- С запада к площади примыкает служебный корпус Мраморного дворца.

## Наименование
Название Суворовская площадь известно с 1836 года, связано с установленным на площади памятником русскому полководцу, генералиссимусу А.В. Суворову.

## История
В конце XVIII века участок земли к западу от дома Салтыкова принадлежал А. Р. Воронцову, который вскоре отказался от этого землевладения и на этом месте Салтыковым был разбит сад, занимавший всё пространство до служебного корпуса Мраморного дворца и отделённый от Царицыного луга и берега Невы забором.
В 1818 году сад был выкуплен казной и по проекту архитектора К. И. Росси здесь была обустроена площадь перед Троицким мостом (с 1824 года — плашкоутного, а с 1903 года — постоянного, по проекту фирмы «Батиньоль»). На площадь с Марсова поля был перенесён памятник А. В. Суворову и с 1823 года она получила название Суворовской.

## Достопримечательности

### Троицкий мост
Троицкий мост или Кировский мост. Построен автодорожный металлический разводной мост через Неву в 1897-1903 годах по проекту архитекторов В. Шаброля и Р. Патуйара, инженеров А. Флаше и И.А. Ландау (Ландо), на месте наплавного моста построенного в 1803 году. Десятипролётный разводной мост длиной моста 582 м, шириной между перилами 23,6 м. Разводной пролёт расположен у левого берега. При въезде на мост со стороны Суворовской площади установлены две ростральные колонны-обелиски.

### Дом Салтыкова (Дворцовая набережная, дом 4,Миллионная улица, дом 3)
Дом Салтыкова или Университет культуры и искусства. Дом в стиле классицизма построен в 1784-1788 годах по проекту архитектора Д. Кваренги. В 1796 году Екатерина II подарила особняк фельдмаршалу Н.И. Салтыкову. В 1818 году после создания Суворовской площади переделан фасад по проекту К.И. Росси. Наследники Салтыкова владели домом до 1917 года, но не проживали в нём, а сдавали его в аренду. В течение 90 лет здесь размещались иностранные посольства. С 1925 года в доме размещается Коммунистический политико-просветительский институт им. Н.К. Крупской, сейчас Санкт-Петербургский государственный институт культуры.

### Марсово поле
Царицын луг или Марсово поле. Создан как партерный сквер в 1920-1926 годах по проекту архитектора И.А. Фомина и садового мастера Р.Ф. Катцера. Две главные пересекающиеся аллеи делят площадь-сад на четыре участка, каждый из которых пересечён аллеями: двумя по диагонали, одной — поперёк. В центре площади Мемориал «Борцам революции» с братскими могилами погибших во время Февральской и Октябрьской революций, в годы Гражданской войны с вечным огнём.

### Мраморный дворец. Служебный корпус(Дворцовая набережная, дом 6, Миллионная улица, дом 5)
Мраморный дворец. Служебный корпус или Бизнес-центр «Сенатор». Здание в стиле классицизма построено в 1780-1788 годах по проекту архитектора П.Е. Егорова, перестроено в 1844-1849 годах по проекту архитектора А.П. Брюллова.  Со стороны Суворовской площади здание украшено двумя скульптурами в неглубоких нишах на уровне второго этажа, одна символизирует приветливость, а другая — мир. С 1957 по 2011 годы здание занимал Северо-Западный государственный заочный технический университет. Сейчас здесь находится бизнес-центра сети «Сенатор».

### Памятник Суворову
Памятник А.В. Суворову изготовлен в 1799-1801 годах по проекту скульпторов М.И. Козловского, Ф.Г. Гордеева и архитектора А.Н. Воронихина. Высота фигуры — 3,4 метра; высота постамента — 4,5 метра. Генералиссимус изображен в аллегорическом образе полководца, в виде бога войны Марса. На стоящем рядом жертвеннике лежат неаполитанская и сардинская короны и папская тиара, которые он прикрывает своим щитом с изображением герба России. 

- Ростральные колонны на Троицком мосту
- Дом Салтыкова
- Мраморный дворец. Служебный корпус
- Памятник Суворову

## Связь с городской транспортной сетью
- Троицкий мост
- Дворцовая набережная
- Миллионная улица

## Транспорт
Ближайшие станции метро к площади:  «Гостиный двор» (пешком до площади 1,65 км),  «Горьковская» (1,36 км).
Рядом с площадью есть остановка общественного транспорта «Суворовская площадь»: автобус 46, 76, трамвай 3, Т7.